# 간세이 중수제가보
『간세이 중수제가보』(寛政重修諸家譜, かんせいちょうしゅうしょかふ)는 일본 간세이 연간(1789년 - 1801년)에 에도 막부가 편찬한 다이묘와 하타모토의 가보(家譜) 즉 족보 모음집이다. 전 1,530권. 분카 9년(1812년) 10월에 완성했다. 『간세이후』(寛政譜)・『쇼카후』(諸家譜)로 약칭된다.

## 개요
도쿠가와 이에미쓰 대에 편찬된 『간에이 제가계도전』(寛永諸家系図伝)의 속편에 해당하며, 선행 작업이었던 번한보속편(藩翰譜続編)의 편찬 사업을 이어 받는다는 측면도 있었다. 너그러운 정치 연간 막부 정치에 있어서는 로주 · 마쓰다이라 사다노부가 주도하는 간세이 개혁이 실시되어 내정 문제와 대외적 긴장에서 막부 정치의 쇄신을 도모하고 막부 초기의 정신으로 돌아가기 위한 문교 진흥이 이루어 있었다. 이러한 문교 진흥에 수반하여, 1799년(간세이 11년)에 홋타 마사아쓰를 책임자로 『간세이 중수제가보』의 편찬이 시작된다.
당초 『간에이 제가계도전』의 속수(続修) 즉 후속 수정격이 될 예정이었지만, 그러기에는 충분하지 못하다는 점이 알려져 1803년(교와 3년)에서 중수(重修)로 방침이 바뀌어 1812년(분카 9년)에 완성했다. 이 『간세이 중수제가보』 편찬에 이용된 사료로 『보첩여록』(譜牒余録), 『제가계보』(諸家系譜)가 있다.
도쿠가와 쇼군 가문의 창업 역사였던 『무덕대성기』(武徳大成記) 편찬을 위한 자료로서 이에야스부터 이에미쓰 사이의 가전이나 계보 등의 기록들을 다이묘와 막신(幕臣), 서민들으로부터 제출받은 『조쿄 서상』(貞享書上)이 있어 이것이 『간세이 중수제가보』 편찬의 자료가 되었기 때문에, 1799년 홋타 마사아쓰가 책임자가 되어 『조쿄 서상』을 한 권의 책으로 엮어 『보첩여록』이라고 이름하였다. 간에이 20년(1643년)에 완성된 『간에이 제가계도전』과 함께 이 『보첩여록』이 '중수'을 위해 사용되었다. 또한 다이묘의 가전인 『번한보』에 이은 『번한보속편』을 편찬하기 위해 간세이 원년(1789년)에 다이묘에 대해 간세이 3년(1791년) 시점에서 '1만 석 이하 오메미에見) 이상'의 막신(幕臣, 하타모토)는 『간에이 제가계도전』 이후 가보를 제출하도록 명령했다. 1799년에는 다시 『간세이 중수제가보』 편찬을 위해 아직 제출하지 않은 자는 제출할 것과 이미 제출한 자들에게도 간세이 10년(1798년)까지의 추가분의 제출을 요구했다. 1789년 이후에 제출된 이들 가보는 『제가계보』로 정리되었다.
이처럼 『간세이 중수제가보』는 간에이 이후에 대해서는 다이묘 · 하타모토가 제출한 가보로 구성된 『제가계보』를 주요 자료로, 그 이전에 대해서는 『간에이 제가계도전』 『보첩여록』이 참조 자료가 되어 편찬이 이루어졌다.

## 구성
전 1,530권으로 그중 「목록」· 「서」· 「조례」의 10권이 포함된다. 체재는 《신찬성씨록》을 본보기로, 황별 · 신별의 배열 순서로 다이묘 · 하타모토 아래 쇼군 가문의 오메미에나리 이상의 여러 사무라이와 의사, 동붕(同朋), 다인(茶人) 등 모두 1,114씨(氏), 2,132가(家)에 달해, 『간에이 제가계도전』를 크게 웃도는 규모다. 그러나 도쿠가와 쇼군 가문과 그 고렌시 및 그 일문은 제외되어 있다. 또한 도카이 지방 출신자와 막신(幕臣)의 계보에 치우치는 경향이 있으며, 지방 호족의 관계에 대해서는 가계가 갖추어지지 않았다는 단점이 있다.
내용으로는 모씨 · 탄생 · 입양 · 첫 미에나리 · 겐푸쿠 · 하사된 호칭, 혼인, 관위 서작(叙爵) · 반차 · 습봉(襲封) · 영지(領知) · 녹봉 · 입부 · 직장(職掌) · 종군 이력, 공역(公役) · 은상 · 죄과 · 위문 · 진헌(進献) · 가언(嘉言) · 선행 · 치사(致仕) · 졸거(卒去, 사망) · 향년 · 법명 · 장지 · 처실(배우자) 등의 다방면의 항목에 대해 간명하게 기술한다. 그러나 하타모토 아래 내용은 다이묘에 비해 항목이 꽤 생략되는 경우가 있다.
덧붙여 설명 중 여성의 이름은 모두 '여자'라고 만 적혀 있기 때문에 여성의 이름과 생몰년를 조사하는 경우는 다른 사료와의 비교가 필요하다. 『간세이 중수제가보』는 에도 시대의 다이묘 · 하타모토의 이력이나 가족 구성을 검사하는 데 있어서 기본 사료로 중요하다고 평가되지만, 모두가 정확하게 실태를 기록하고 있는 것은 아니다. 예를 들어 막부에 출생 신고 못한 자녀(요절한 자 등)는 기재되어 있지 않거나 영주와 하타모토 가문이지만 배신(陪臣)으로 전속 한 자에 대해서는 아예 기재하지 않거나 간단하게 기재하는 것으로 그친다.
또한 당주의 출생 연도는 기초 자료가 되는 정보(呈譜, 막부 제출용 계보)에 막부에 신고한 연차(관년)가 기록되어 있지만, 원래 막부에 신고하는 연차는 말기양자의 규정 저촉에 따른 상속시의 감봉 등의 처벌을 피하기 위해 실제 출생 연도보다 늦추어 제출하는 것도 적지 않아서 이 정보에 근거한 『간세이 중수제가보』의 설명과 실제 출생 연도가 다른 경우도 많다.

## 간에이 제가계도전과 비교
『간에이 제가계도전』에서는 기록을 제출한 집안에 대한 기록에서 형제 자매의 배열 순서가 일치하지 않지만 『간세이 중수제가보』에서는 형제 자매를 나이순으로 정렬한다는 방침이 도입되었다. 그러나 『간에이 제가계도전』의 편찬으로부터 많은 세월이 흐른 것도 있어서 완전히 해결되지 않았다.
또한 니혼 대학 교수 기타 아키오(北原章男)의 설명에 의하면, 에도 막부의 원래 계획은 『간세이 중수제가보』 편찬은 『간에이 제가계도전』의 후속을 목표로 하고 있었지만, 새롭게 여러 집안에서 정보를 모으고 『간에이 제가계도전』의 정보에 가감된 부분이나 설명에 대한 의문이 생기게 되었고, 단순한 후속이 되지 못하고 원래의 『간에이 제가계도전』 자체에 대한 교열(중수)를 넣지 않을 수 없게 되었다고 한다. 책의 이름은 이러한 이유로 '중수'라는 단어가 붙게 되었다 .

## 사료 가치
요시카와 홍문관에서 발행한 「국사대사전」에서는, 야마모토 다케오(山本武夫)에 의한 「간세이 중수제가보」 해설에서 그 평가를 다음과 같이 싣고 있다.
1. "이 계보는 근세 최대의 계보이며, 다이묘와 막신(幕臣)의 경력은 자세하여 『도쿠가와 실기』와 함께 중요한 연구 자료이다."
2. "문장은 평이하면서 간명하다. 또한 편자는 쇼카의 정보에 충실하면서 의문이 있는 경우는 일단 그대로 채록했지만, 그 취지를 적어 신중한 태도를 보이고 있다. 그러나 출처는 일일이 명시하지 않았다."[4]

또한 계보 연구가 도요타 다케시는 그의 저서 『일본사소백과 ・ 가계』(日本史小百科 ・ 家系)에서 다음과 같이 평하고있다.
1. 『간세이 중수제가보』의 게이쵸(1596년 - 1614년) 이전에 관한 설명은 막신(幕臣) 기무라 다카아쓰가 쓴 《무덕편년집성》에 의존하고 있지만, 이 책은 도쿠가와 이에야스의 일대기라는 점에서 그 신용도는 여러 집안의 정보에 충실했던 『간에이 제가계도전』에 비해 문제점이 있다고 한다.
2. 그러나 게이초 8년(1603년)의 에도 막부 성립 이후의 설명은 정확하다고 한다. 『간세이 중수제가보』의 편자는 사실의 검토에 주력하고 있으며, 특히 간에이 시기의 정보와 그 후의 각 가문의 정보를 비교하고 그 기록의 차이점도 싣고 있다는 점은 평가될 만하다[5] .

다른 『간세이 중수제가보』의 편찬 자세에 대한 논문을 썼던 히라노 진야(平野仁也)은 『간세이 중수제가보』를 일본 근세사 연구에 필수적인 사료로 보는 가운데,
1. 막부와 여러 무사 집안의 기록들 사이에서 상호 모순이 없는지 확인 작업을 최대한 행하고있다. 이러한 자세는 『간에이 제가계도전』과 『조쿄 서상』에는 보이지 않는 『간세이 중수제가보』의 특징으로 좋다.
2. 『간세이 중수제가보』의 설명은 잘못이 많다고는 할 수 없지만, 자료의 수집과 서술의 단계에서 막부에 의해 선택이 이루어져 과거를 편견없이 있는 그대로 묘사하고 있다고는 할 수 없다. 특히 도쿠가와 쇼군 가문에 대한 전투 등에서 충성을 다하는 조상의 모습을 상세하게 설명하여, 막부의 쇼군으로써 무가의 정점에 군림하고 있는 도쿠가와 가문과 신명을 걸고 그를 섬기는 집안이라고 모두에게 좋은 관계를 재인식시키는 목적이 있었다고 볼 수 있다.[1]

## 소장 · 출판

### 헌상본 · 부본 · 사본
완성시 막부에 헌상된 헌상본은 막부의 모미지야마 문고(紅葉山文庫)에 납부했다. 이것은 현재 내각문고(일본국립공문서관)에 소장되어 있다(총 1530권). 또한 완성시 부본이 두 부가 제작되어 한 부가 모미지야마 문고, 다른 한 부는 닛코 동조궁에 납부되었다. 모미지야마 문고의 부본은 메이지 초년의 화재로 1/3 정도(597권)이 남아 있다.
이 외에도 많은 사본이 제작되고 있으며, 사본 전권을 소장하고있는 기관으로는 일본 국립국회도서관, 세이카도 문고(静嘉堂文庫)가 있다. 1917년(다이쇼 6년)의 시점에서 도쿠가와 사토타카(徳川達孝, 다야스 가)가 덴포 연간 사본을, 도쿠가와 사토미치(徳川達道, 히토쓰바시 가)가 또 다른 사본을 가지고 있었다고 한다 . 이와사키 야노스케가 내각 문고 소장본을 바탕으로 사본을 만들게 하였다. 이것이 세이카도 문고 소장본이다.

### 활자본
『간세이 중수제가보』의 첫 활자본(전9권)은 1917년(다이쇼 6년)부터 1918년(다이쇼 7년)에 걸쳐 에이신샤(榮進舍) 출판부에서 간행되고 1922년(다이쇼 11년)에서 1923년(다이쇼 12년)에 걸쳐 같은 크기로 국민도서주식회사에서 간행되어 대중에 보급되었다. 이 다이쇼 시대의 활자본은 세이카도 문고 소장 '신사본'을 저본으로 한 것으로 되어 있고, 오자, 탈자나 저본의 용자(用字)에 충실하지 않은 점(히라가나 기호 및 한자 쓰기를 대체할 한자의 글자체를 원칙 없이 바꾸었다거나)도 많다는 지적도 있다.
- 『간세이 중수제가보』(에이신샤 출판부, 1917년 7월 - 1918년 6월) → (국민도서, 1922년 - 1923년)
  - 미카미 산지(三上参次) 편, 8 권의 색인 1 권

이 다이쇼 시대의 간본의 '복간'으로 1964년부터 1967년에 속군서유종완성회가 『신정 간세이 중수제가보』(新訂 寛政重修諸家譜, 전 22권에 색인 4권)을 간행하고 있다. '복간' 때에는 내각 문고 소장의 막부 헌상본을 바탕으로 전권 교정이 이루어진다.
- 『신정 간세이 중수제가보』(속군서유종완성회 → 야기 서점 1964년 2월 - 2010년 7월)
  - 다카야나기 미쓰토시 · 오카야마 야스시 · 사이키 가즈마 편집자. 총 22권에 색인 4권 · 별권(別巻) 2 권

## 열람 · 이용
해당 저본을 이용하려면 『간세이 중수제가보 순차』(寛政重修諸家譜順次) 또는 『간세이 중수제가보 색인』(寛政重修諸家譜・索引)로 몇 번째 권에 어떤 기술이 있는지를 미리 확인하면 편리하다.

### 디지털 아카이브

#### 사본
- 내각 문고(국립문서보관소) - 막부 헌상본
  - 국립문서보관소 디지털 아카이브에서 열람 가능
- 일본 국립국회도서관
  - 일본 국립국회도서관 디지털 컬렉션에서 열람 가능

#### 활자본
일본 국립국회도서관 디지털 컬렉션에서 국민도서판을 열람할 수 있다.
- 제1집, 2집, 3집, 4집, 5집, 6집, 7집, 8집

## 참고 문헌
- 인용 틀이 비었음 (도움말)